# Elierce Barbosa de Souza
Elierce Barbosa de Souza (sinh ngày 8 tháng 3 năm 1988) là một cầu thủ bóng đá người Brasil.

## Sự nghiệp câu lạc bộ
Elierce Barbosa de Souza đã từng chơi cho Cerezo Osaka.